# فلور إيست
فلور إيست هي مغنية،كاتبة أغاني ورابر إنجليزية ولدت في 29 أكتوبر 1987.

## روابط خارجية
فلور إيست على موقع IMDb (الإنجليزية)
- فلور إيست على موقع ألو سيني (الفرنسية)
- فلور إيست على موقع ميوزك برينز (الإنجليزية)
- فلور إيست على موقع أول ميوزيك (الإنجليزية)
- فلور إيست على موقع ديسكوغز (الإنجليزية)
- فلور إيست على موقع ديسكوغز (الإنجليزية)
- فلور إيست على موقع قاعدة بيانات الفيلم (الإنجليزية)